# Volby do Lidové skupščiny Lidové republiky Slovinsko 1951
Volby do Lidové skupščiny Lidové republiky Slovinsko se konaly v neděli 18. března 1951. Voleb se zúčastnilo 96,92 % oprávněných voličů, pro předložené kandidáty hlasovalo 96,02 % voličů.

## Příprava voleb a volební výsledky
Původní Ústavodárná skupščina se s účinností od 16. ledna 1947 přeměnila v Lidovou skupščinu, jejíž mandát měl skončit 16. ledna 1951. Dne 15. ledna 1951 Prezídium Lidové skupščiny vyhlásilo volby na neděli 18. března 1951. Současně byla ustavena devítičlenná Republiková volební komise, jejímž předsedou byl předseda Nejvyššího soudu dr. Teodor Tominšek. Na konci ledna pak bylo Slovinsko pro volby rozděleno na 32 okresů a ty na celkově 283 volebních jednotek (volilna enota). V únoru 1951 došlo ve složení Republikové volební komise ke změně, když Tominška v jejím vedení vystřídal její dosavadní místopředseda a místopředseda Nejvyššího soudu Matej Dolničar. Seznam 288 kandidátů a jejich zástupců byl předložen počátkem března 1951.
Z celkového počtu 870 006 voličů se voleb zúčastnilo 843 223 voličů (tj. 96,92 %), z nichž 809 634 (tj. 96,02 %) hlasovalo pro předložené kandidáty.
První zasedání nově zvolené Lidové skupščiny Lidové republiky Slovinsko se uskutečnilo 10. dubna 1951. Následujícího dne pověřila Lidová skupščina sestavením nové vlády dosavadního premiéra Miha Marinku, který tak sestavil již svůj třetí kabinet.